# Алексєєвський район (Бєлгородська область)
Алексєєвський район (рос. Алексеевский район; Олексіївський район) — адміністративна одиниця Росії, Бєлгородська область. До складу району входять одне місто і 24 сільські поселення.
Адміністративний центр — місто Алексєєвка.
Алексєєвський район розташований на сході суцільної української етнічної території, у межах історичного регіону Східної Слобожанщини.

## Адміністративний поділ
До складу муніципального утворення "Алексєєвський район і місто Алексєєвка" входять: міське поселення Алексєєвка
та сільські поселення :
1. Алєйниківське сільське поселення
2. Афанасіївське сільське поселення
3. Варварівське сільське поселення
4. Гарбузовське сільське поселення
5. Глухівське сільське поселення
6. Жуковське сільське поселення
7. Іващенківське сільське поселення
8. Іловське сільське поселення
9. Іллінське сільське поселення
10. Красненське сільське поселення
11. Кущинське сільське поселення
12. Луценківське сільське поселення
13. Матреногезівське сільське поселення
14. Меняйловське сільське поселення
15. Мухоудерівське сільське поселення
16. Подсередненське сільське поселення
17. Репенське сільське поселення
18. Совєцьке сільське поселення
19. Хрещативське сільське поселення
20. Хлевіщенське сільське поселення

## Історія
Територія району частково належала до Острогозького полку Слобідської України.
У часи Української революції територія офіційно району входила до складу УНР до землі Подоння.
Район утворений у липні 1928 року. З 1934 по 1954 роки він перебував у складі Воронезької області, з січня 1954 року — у складі Бєлгородської області.
В 1963—1964 у складі Алексєєвського району також був Буденівський район
До 1991 року до складу Алексєєвського району також входив Красненський район.
Відповідно до Федерального закону № 131 «Про загальні принципи організації місцевого самоврядування в Російській Федерації» на території Бєлгородської області був створений муніципальний район "Алексєєвський район і місто Алексєєвка ", до якого увійшли 2 адміністративно-територіальні одиниці — місто Алексєєвка (місто обласного підпорядкування) і Алексєєвський район.

## Транспорт
Алексєєвський район із заходу на схід перетинає залізнична магістраль «Валуйки-Ліски», із заходу на південь — автострада республіканського значення «Бєлгород-Розсош».